# Họ Cá sao
Họ Cá sao (danh pháp khoa học: Uranoscopidae) là một họ cá biển, theo truyền thống xếp trong phân bộ Trachinoidei của bộ Cá vược (Perciformes), nhưng các kết quả nghiên cứu phát sinh chủng loài gần đây cho thấy tốt nhất nên tách nó cùng một số họ khác, bao gồm Ammodytidae, Cheimarrichthyidae (= Cheimarrhichthyidae) và Pinguipedidae ra thành một bộ riêng, có danh pháp là Uranoscopiformes.

## Từ nguyên
Từ tiếng Hy Lạp οὐρανός (ouranós) nghĩa là trời, thiên đường và σκοπεῖν (skopein) nghĩa là ngắm, quan sát.

## Phân bố
Sinh sống trong các vùng biển nhiệt đới và ôn đới thuộc Đại Tây Dương, Ấn Độ Dương và Thái Bình Dương, ở độ sâu tới 500 m.

## Đặc điểm
Không vảy hoặc có vảy mịn nhỏ. Đầu hình phỏng lập phương lớn. Miệng xiên lệch mạnh, vểnh lên trên, có viền môi. Mắt nằm ở mặt lưng hoặc gần mặt lưng của đầu, nghĩa là nằm ở phần trên của đầu, từ đó mà có tên cá sao hay cá ngắm sao. Đường bên cao, nằm gần lưng. Các vây chậu thuộc cổ và rất gần nhau. Một tia gai trong vây chậu; tia mềm 5. Vây lưng dài vừa phải; nhiều loài với vây lưng không tia gai. Vây hậu môn dài vừa phải, với 12-18 tia mềm. Vây đuôi thẳng hay hơi khía răng cưa. Một số loài sử dụng một sợi nhỏ hình giun mọc ra từ hàm dưới và có thể ngọ nguậy để thu hút con mồi. Hai gai nọc lớn, với các rãnh kép và một tuyến nọc ở đáy, nằm phía sau nắp mang và phía trên ngực. Đốt sống 24-26. Các loài của chi Astroscopus với lỗ mũi bên trong để hít thở và các cơ quan điện. Thức ăn là các loài cá đáy và động vật không xương sống. Sinh sản không rõ nhưng được cho là không bảo vệ trứng.
Tập tính thông thường của chúng là vùi mình trong bùn, cát và chỉ đôi mắt nhỏ lộ ra, và nhảy vọt lên để phục kích con mồi (là các loài cá và động vật không xương sống sinh sống ở đáy) bơi ngang qua đầu chúng. Chiều dài của chúng trong khoảng từ 4,4 cm (như ở Kathetostoma fluviatilis) đến 90 cm (như ở cá sao khổng lồ (Kathetostoma giganteum).
Cá sao có nọc, chúng có 2 gai nọc to nằm phía sau nắp mang và phía trên vây ngực. Các loài thuộc các chi Astroscopus và Uranoscopus cũng có thể phóng ra sốc điện. Các loài Astroscopus có một cơ quan điện là các cơ mắt đã biến đổi, trong khi các loài Uranoscopus có cơ quan điện sinh ra từ các cơ âm thanh. Sự phát triển của các cơ quan điện ở hai chi cá sao này nằm trong số tám nhánh tiến hóa độc lập của phóng điện sinh học (với năm nhánh thuộc về Ostariophysi (1 ở tổ tiên của Gymnotiformes và bốn nhánh của Siluriformes), 1 ở tổ tiên chung của Mormyriformes và 2 ở Uranoscopidae). Chúng cũng là duy nhất trong số các loài cá điện không sở hữu các thụ quan điện chuyên biệt hóa.
Cá sao được coi là đặc sản trong một số nền văn hóa (nọc của chúng không độc khi ăn), và chúng có thể được tìm thấy ở một số chợ cá với cơ quan điện đã được loại bỏ. Do cá sao là động vật săn mồi kiểu phục kích ngụy trang chính chúng và đôi khi có thể phóng cả nọc lẫn sốc điện nên người ta từng coi chúng là "những điều xấu xí nhất của sáng thế".

## Các chi
Họ này bao gồm 53 loài trong 8 chi, tất cả đều là cá biển và được tìm thấy trong các vùng biển nhiệt đới và ôn đới trên toàn thế giới.
- Astroscopus: 4 loài.
- Genyagnus: 1 loài (Genyagnus monopterygius) ở tây nam Thái Bình Dương.
- Ichthyscopus: 8 loài.
- Kathetostoma: 9 loài.
- Pleuroscopus: 1 loài (Pleuroscopus pseudodorsalis) ở nam bán cầu.
- Selenoscopus: 1 loài (Selenoscopus turbisquamatus) ở tây Thái Bình Dương.
- Uranoscopus: 23 loài.
- Xenocephalus: 6 loài.

## Phát sinh chủng loài
Cây phát sinh chủng loài trong phạm vi họ Uranoscopidae dưới đây dựa theo Veera Vilasri (2013):
|  | Pleuroscopus |
|  |              |
|  | Xenocephalus |
|  |              |

|  | Uranoscopus  |
|  |              |
|  | Selenoscopus |
|  |              |

|  | Genyagnus                                                    |
|  |                                                              |
|  | \| \| Ichthyscopus \| \| \| \| \| \| Astroscopus \| \| \| \| |
|  |                                                              |
|  | Ichthyscopus                                                 |
|  |                                                              |
|  | Astroscopus                                                  |
|  |                                                              |

|  | Ichthyscopus |
|  |              |
|  | Astroscopus  |
|  |              |

|  | Uranoscopus  |
|  |              |
|  | Selenoscopus |
|  |              |

|  | Genyagnus                                                    |
|  |                                                              |
|  | \| \| Ichthyscopus \| \| \| \| \| \| Astroscopus \| \| \| \| |
|  |                                                              |
|  | Ichthyscopus                                                 |
|  |                                                              |
|  | Astroscopus                                                  |
|  |                                                              |

|  | Ichthyscopus |
|  |              |
|  | Astroscopus  |
|  |              |

|  | Uranoscopus  |
|  |              |
|  | Selenoscopus |
|  |              |

|  | Genyagnus                                                    |
|  |                                                              |
|  | \| \| Ichthyscopus \| \| \| \| \| \| Astroscopus \| \| \| \| |
|  |                                                              |
|  | Ichthyscopus                                                 |
|  |                                                              |
|  | Astroscopus                                                  |
|  |                                                              |

|  | Ichthyscopus |
|  |              |
|  | Astroscopus  |
|  |              |

|  | Uranoscopus  |
|  |              |
|  | Selenoscopus |
|  |              |

|  | Genyagnus                                                    |
|  |                                                              |
|  | \| \| Ichthyscopus \| \| \| \| \| \| Astroscopus \| \| \| \| |
|  |                                                              |
|  | Ichthyscopus                                                 |
|  |                                                              |
|  | Astroscopus                                                  |
|  |                                                              |

|  | Ichthyscopus |
|  |              |
|  | Astroscopus  |
|  |              |

|  | Pleuroscopus |
|  |              |
|  | Xenocephalus |
|  |              |

|  | Uranoscopus  |
|  |              |
|  | Selenoscopus |
|  |              |

|  | Genyagnus                                                    |
|  |                                                              |
|  | \| \| Ichthyscopus \| \| \| \| \| \| Astroscopus \| \| \| \| |
|  |                                                              |
|  | Ichthyscopus                                                 |
|  |                                                              |
|  | Astroscopus                                                  |
|  |                                                              |

|  | Ichthyscopus |
|  |              |
|  | Astroscopus  |
|  |              |

|  | Uranoscopus  |
|  |              |
|  | Selenoscopus |
|  |              |

|  | Genyagnus                                                    |
|  |                                                              |
|  | \| \| Ichthyscopus \| \| \| \| \| \| Astroscopus \| \| \| \| |
|  |                                                              |
|  | Ichthyscopus                                                 |
|  |                                                              |
|  | Astroscopus                                                  |
|  |                                                              |

|  | Ichthyscopus |
|  |              |
|  | Astroscopus  |
|  |              |

|  | Uranoscopus  |
|  |              |
|  | Selenoscopus |
|  |              |

|  | Genyagnus                                                    |
|  |                                                              |
|  | \| \| Ichthyscopus \| \| \| \| \| \| Astroscopus \| \| \| \| |
|  |                                                              |
|  | Ichthyscopus                                                 |
|  |                                                              |
|  | Astroscopus                                                  |
|  |                                                              |

|  | Ichthyscopus |
|  |              |
|  | Astroscopus  |
|  |              |

|  | Uranoscopus  |
|  |              |
|  | Selenoscopus |
|  |              |

|  | Genyagnus                                                    |
|  |                                                              |
|  | \| \| Ichthyscopus \| \| \| \| \| \| Astroscopus \| \| \| \| |
|  |                                                              |
|  | Ichthyscopus                                                 |
|  |                                                              |
|  | Astroscopus                                                  |
|  |                                                              |

|  | Ichthyscopus |
|  |              |
|  | Astroscopus  |
|  |              |

Theo Veera Vilasri (2013) thì Selenoscopus turbisquamatus, loài duy nhất của chi Selenoscopus lồng sâu trong Uranoscopus, với mối quan hệ họ hàng gần với Uranoscopus polli, và vì thế Selenoscopus nên được coi như là đồng nghĩa muộn của Uranoscopus.

## Thư viện ảnh

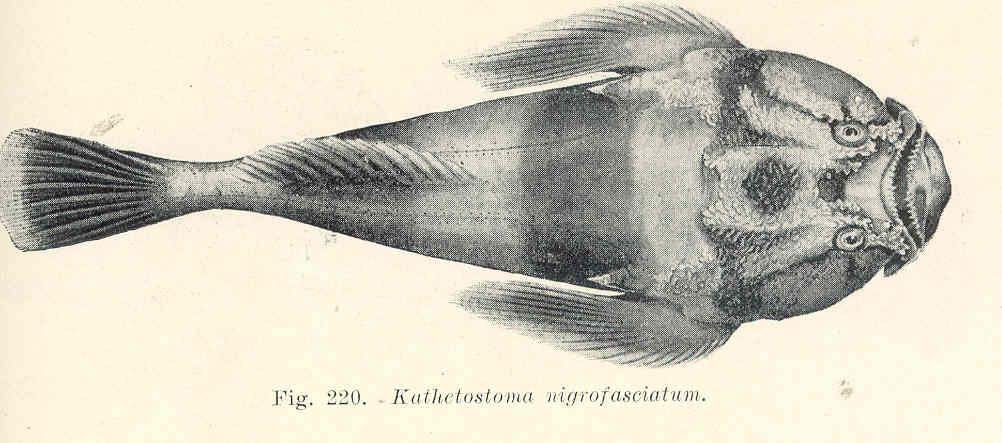
Kathetostoma nigrofasciatum
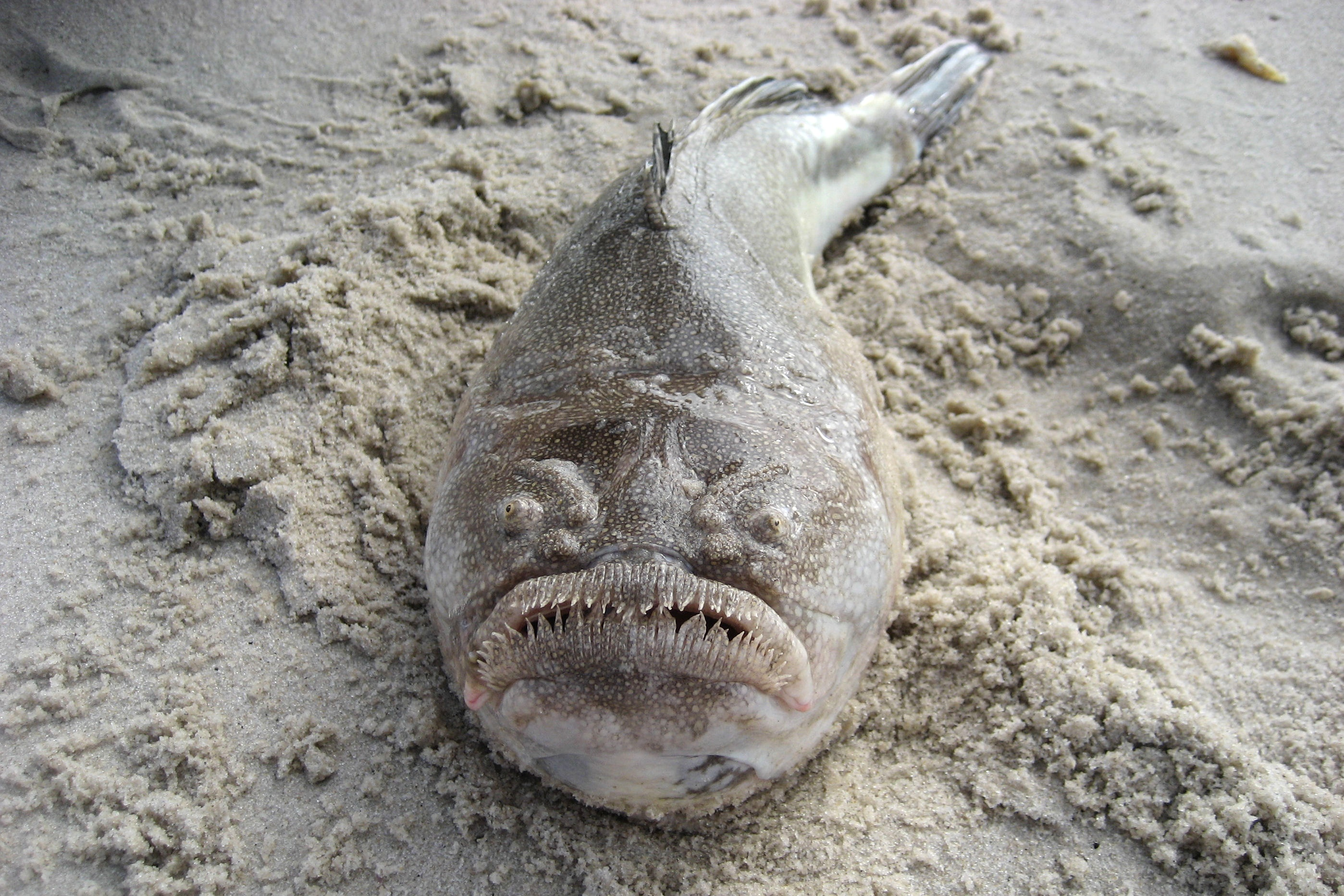
Astroscopus guttatus
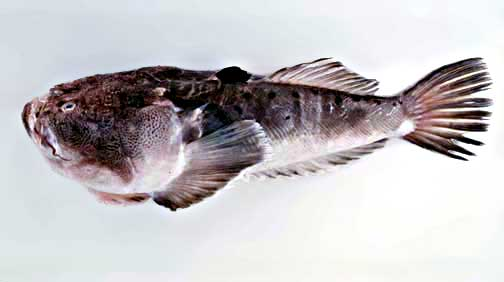
Uranoscopus sulphureus
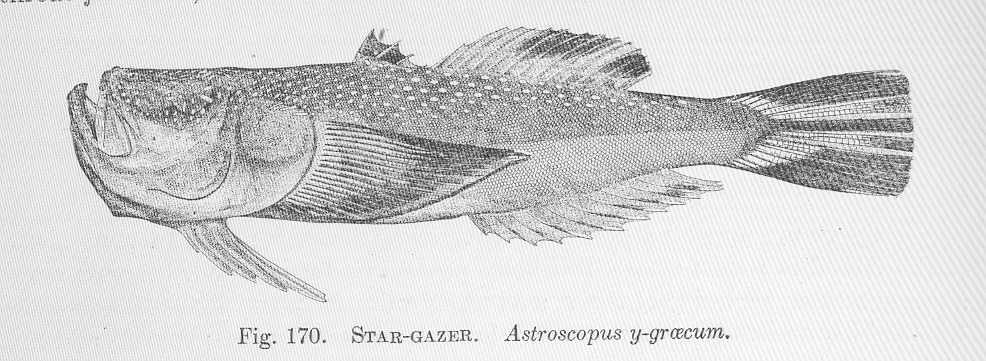
Astroscopus y-graecum